# マヌエル・ガルシア・アロンソ
マヌ・ガルシア（Manu García）こと、マヌエル・ガルシア・アロンソ（Manuel García Alonso 、1998年1月2日 - ）は、スペイン・オビエド出身のサッカー選手。アリス・テッサロニキ所属。ポジションはミッドフィールダー。

## 経歴
2010年、12歳でスポルティング・ヒホンのカンテラに入団。2013年5月2日、マンチェスター・シティFC移籍の合意が発表された。2014年1月、16歳の誕生日のすぐ後に育成補償金として25万ユーロが支払われた。
2015年5月よりU-21チームに昇格し、マヌエル・ペレグリーニ監督の計らいでトップチームのプレシーズンアメリカツアーに帯同した。5月27日のトロントFCとの親善試合でダビド・シルバに代わり途中出場。
2015年9月22日、リーグカップのサンダーランドAFC戦でセルヒオ・アグエロに代わって途中出場しプロデビュー。
2017年1月9日、NACブレダにレンタル移籍した。
2018年7月7日、トゥールーズFCにレンタル移籍した。
2019年7月19日、スポルティング・ヒホンに完全移籍することが発表された。
2021年7月9日、2020-21シーズンの間、再びアラベスにレンタル移籍することが発表された。